# Œuvre littéraire de Satyajit Ray
 (octobre 2023).
Si vous disposez d'ouvrages ou d'articles de référence ou si vous connaissez des sites web de qualité traitant du thème abordé ici, merci de compléter l'article en donnant les références utiles à sa vérifiabilité et en les liant à la section « Notes et références ».
Satyajit Ray, réalisateur bengali, est également célèbre pour ses œuvres littéraires. Il est à l'origine de deux des personnages les plus célèbres de la littérature bengalie : Feluda le détective, et Professeur Shonku le scientifique. En plus des ouvrages qui font intervenir ces deux personnages, il a composé plusieurs romans courts et des nouvelles. Ses fictions étaient destinées à un public de jeunes lecteurs, mais ont tout aussi bien conquis les adultes.
La plupart de ses romans et nouvelles en bengalî sont parues chez Ananda Publishers à Kolkata ; et la quasi-totalité de ses scénarios de films a été publiée en bengalî dans la revue littéraire Eksan, éditée par son ami proche Nirmalya Acharya. Au milieu des années 1990, les critiques cinématographiques de Ray ainsi qu'une anthologie de ses nouvelles ont été publiées en Occident. Une grande partie de ses nouvelles ont été ainsi traduites en anglais.

## Histoires de Feluda
Feluda (Felouda), dont le vrai nom est Pradosh Chandra Mitra, est un détective privé de fiction qui réside à Calcutta. Il est d'ordinaire flanqué de deux acolytes : Topshe (son cousin - Tapesh Ranjan Mitra) et Lalmohan Ganguly, un auteur de polars empoté, habituellement désigné par le sobriquet Lalmohan Babu (et qui lui-même signe du pseudonyme Jatayu).
Satyajit Ray a écrit 35 aventures de Feluda, dont la plupart rencontrèrent un important succès populaire. Il en adapta deux à l'écran : Sonar Kella (La Forteresse dorée) en 1974 et  Joi Baba Felunath (Le Dieu éléphant) en 1978.

## Les Aventures du Professeur Shonku
Professor Shanku (Professeur Shonku), ou Trilokeshwar Shanku, est un scientifique de fiction, personnage d'une série de livres de science-fiction. Il vit dans la ville de Giridih, de l'État indien du Jharkhand, au bord de la rivière Usri. Prahllad, un domestique, et un chat appelé Newton vivent dans sa maison. Enfant surdoué, il a remporté de nombreuses distinctions académiques. Il possède son propre laboratoire, à domicile, et y expérimente de nombreuses innovations et inventions fantastiques. Il est d'ailleurs célèbre dans le monde entier pour la panoplie de ses inventions diverses. Les aventures du Professeur Shonku sont éditées dans de nombreux pays.

## Histoires faisant intervenir Tarini khuro
Tarini khuro (L'oncle de Tarini) est un vieux garçon (« khuro » est un terme bengalî ancien qui signifie « oncle »), capable de raconter de captivantes histoires fondées sur ses expériences étranges. Nombre de ces histoires confinent à la fois à l'horreur et au sinistre, tandis que certaines dépeignent la débrouillardise et la vivacité d'esprit de Tarini khuro.

## Autres nouvelles
Satyajit Ray a écrit de nombreuses autres nouvelles qui ne s'appuient pas sur ces personnages célèbres. Ces histoires, qui étaient publiées par recueils de 12, étaient pour la plupart affables et sans prétention, jusqu'à la toute dernière ligne ou au tout dernier paragraphe où une révélation stupéfie le lecteur. Nombre de ces nouvelles traitent d'incidents banals qui modifient le cours d'une vie. D'autres sont d'effrayantes histoires d'horreur. Le mode d'expression utilisé est très direct et lucide.
Ray a aussi traduit des nouvelles - en général d'aventures - depuis l'anglais, dont un recueil a été publié sous le titre Braziler Kalo Bagh. Il a également traduit la nouvelle de Ray Bradbury intitulée "La Troisième Expédition", qui fait partie des Chroniques martiennes, sous le titre de Mongol-i Shorgo (Mars est le paradis).

## Poésie
Satyajit Ray a traduit et composé quelques limericks, qui furent publiés dans un recueil  intitulé Toray Bandha Ghorar Dim (Un bouquet d'œufs de cheval). Il fut aussi  traducteur du Jabberwocky de Lewis Carroll : dans cette traduction, le poème s'appelle Joborkhaki.

## Mollah Nasiruddin
On doit également à Satyajit Ray d'avoir rassemblé et publié  un recueil de très courtes histoires mettant en scène le Mollah Nasiruddin (un personnage mythique du Proche-Orient connu pour son caractère pétillant et drôle). L'ouvrage s'intitule Mullah Nasiruddiner Galpo (Histoires du Mollah Nasiruddin).

## Autres
Fatikchand est un roman qui s'attache à un garçon adolescent ; Sujan Harbola (Sujan l'imitateur) est un recueil de fables. Ekei Bole Shooting regroupe les expériences et réflexions de Satyajit Ray pendant la réalisation de ses films. Jakhon Choto Chilam est un essai au sujet de son enfance. Our Films, Their Films (Nos films, leurs films), enfin, est une anthologie de ses critiques de cinéma. Bishoy Chalachitro est un autre livre de Ray sur les films.

## Autres adaptations
En 2021, quatre nouvelles de Ray (Bipin Chowdhury'r Smritibhrom, Bahurupi, Barin Bhowmick-er Byaram et Spotlight) sont adaptées dans une anthologie diffusée sur Netflix et intitulée Signé Satyajit Ray.